# 十陵站
十陵站位于中国四川省成都市龙泉驿区成洛大道与蜀王大道路口，是成都地铁4号线的地下岛式车站，因地处十陵街道而得名，于2017年6月2日启用。本站工程名为“蜀王大道站”，在修建过程中，曾因未办理环境影响评价审批手续，而被环保部门“叫停”，并被四川省环境监察执法总队罚款20万元人民币，后于2016年7月补办环境影响评价，所幸并未造成工程延误。

## 车站构造

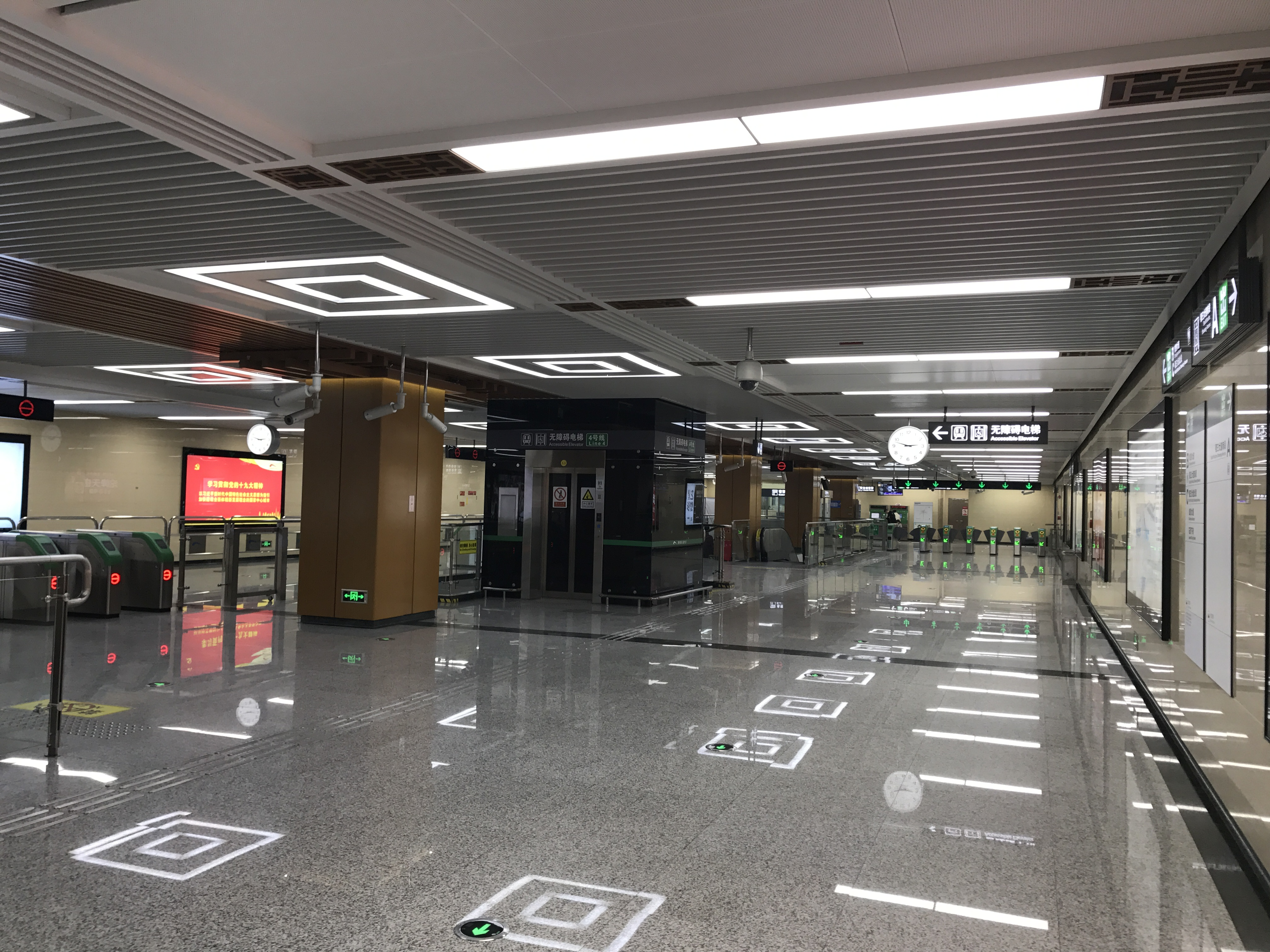
站厅层
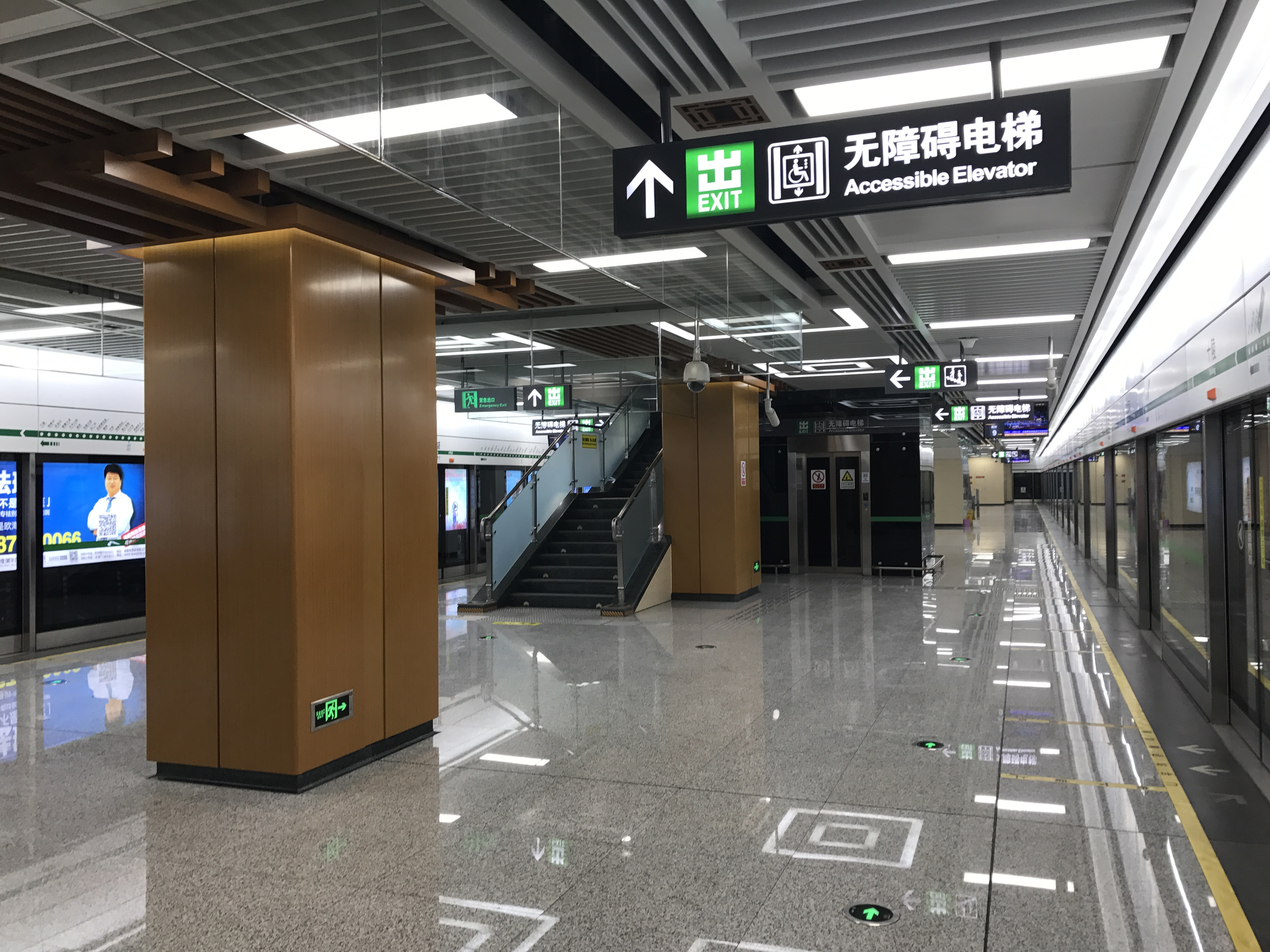
站台层

本站是地下二层岛式站台车站。
| 地面      |                                  | 出入口                       |  |
| 地下 一层 | 站厅层                           | 安检、售票机、站内商店       |  |
| 地下 二层 |                                  | 4号线列车往万盛方向 （来龙） |  |
| 地下 二层 | 岛式月台，左边车门将会开启       |                              |  |
| 地下 二层 | 4号线列车往西河方向 （成都大学） |                              |  |

- 站厅层
- 站台层

## 出口信息
本站目前开放3个出入口。
| 出口编号 | 设施         | 地点                  | 可到达目的地     |
| -------- | ------------ | --------------------- | ---------------- |
|          |              |                       |                  |
|          | 无障碍电梯   | 蜀王大道南段          | 东鸿路           |
| 出口 · B | 无障碍卫生间 | 成洛大道              | 东风渠           |
| 出口 · C |              | 成洛大道 蜀王大道北段 | 石灵下街、龙锦湾 |